# St.-Blasien-Psalter
Das St. Blasien-Psalter, nach einem Vorbesitzer auch Dyson Perrins-Psalter genannt, ist eine liturgische Prachthandschrift des Mittelalters.

## Entstehungsgeschichte
Der illuminierte Codex entstand im Kloster St. Blasien um 1240. Er war vermutlich für das Benediktinerinnenkloster Berau bestimmt. Ab 1279 ist die Handschrift zusätzlich mit Bildern ausgeschmückt worden. Das Buchformat ist 22,5 cm Höhe und 16 cm Breite, das Werk hat 156 Pergament-Blätter. Dies entspricht 312 Seiten, die jeweils beidseitig bemalt oder beschriftet sind. Es enthält 19 Voll- und zwei Halbbilder. Aus Berau, wo es für den Gottesdienst gebraucht wurde, kam es vermutlich nach St. Georgen oder Ochsenhausen.

## Stationen
In Augsburg wurde es bei dem Buchbinder Jörg Schapf zwischen 1469 und 1486 neu gebunden. Danach war es höchstwahrscheinlich im Besitz von Hans Mülich (Hofmaler in München). 1667 verwendete es Lukas Walther aus Augsburg als Familienbibel. Vermutlich im frühen 19. Jahrhundert tauchte es in Paris auf, der Besitzer war François Ambroise Didot. In der berühmten Druckerfamilie verblieb es bis zur Versteigerung der Bibliothek 1888 und erzielte den höchsten Preis innerhalb der Versteigerung. Der Käufer war der Kunstmaler und Sammler Charles Fairfax Murray (1864–1941), er behielt die Handschrift 18 Jahre lang, dann verkaufte er sie an Lord Charles William Dyson Perrins (1864–1958), den Sohn des Erfinders der Worcester-Sauce.

## Weiterer Verbleib
Nach seinem Tod wurden seine Handschriften-Sammlungen in drei Auktionen bei Sotheby’s versteigert (1960). Die Württembergische Landesbibliothek wollte mitsteigern, um das Buch für das Land Baden-Württemberg zu erwerben, doch die vom Land und Spendern eingesetzte Summe von 725.000 DM reichte nicht aus. Die Handschrift ging für 730.000 DM an den New Yorker Antiquar Hans Peter Kraus. Er bot das Buch danach dem Land für 760.000 DM an – das Angebot wurde abgelehnt.
13 Jahre wartete Kraus auf einen Käufer. Der Stuttgarter Privatsammler Helmut Beck (1919–2001) und älteste Sohn des Unternehmers und Kunstsammlers Paul Beck (1887–1949) erwarb schließlich die Handschrift für 900.000 DM. Durch Auktion am 16. Juni 1997 ging der St.-Blasien-Psalter aus der Sammlung Beck in Stuttgart durch Sotheby’s für über 6 Millionen DM an einen anonymen Sammler.